# Ariel Atkins
Pour les articles homonymes, voir Atkins.
Ariel Asante Atkins, née le 30 juillet 1996 à Dallas, Texas, est une joueuse américaine de basket-ball.

## Biographie

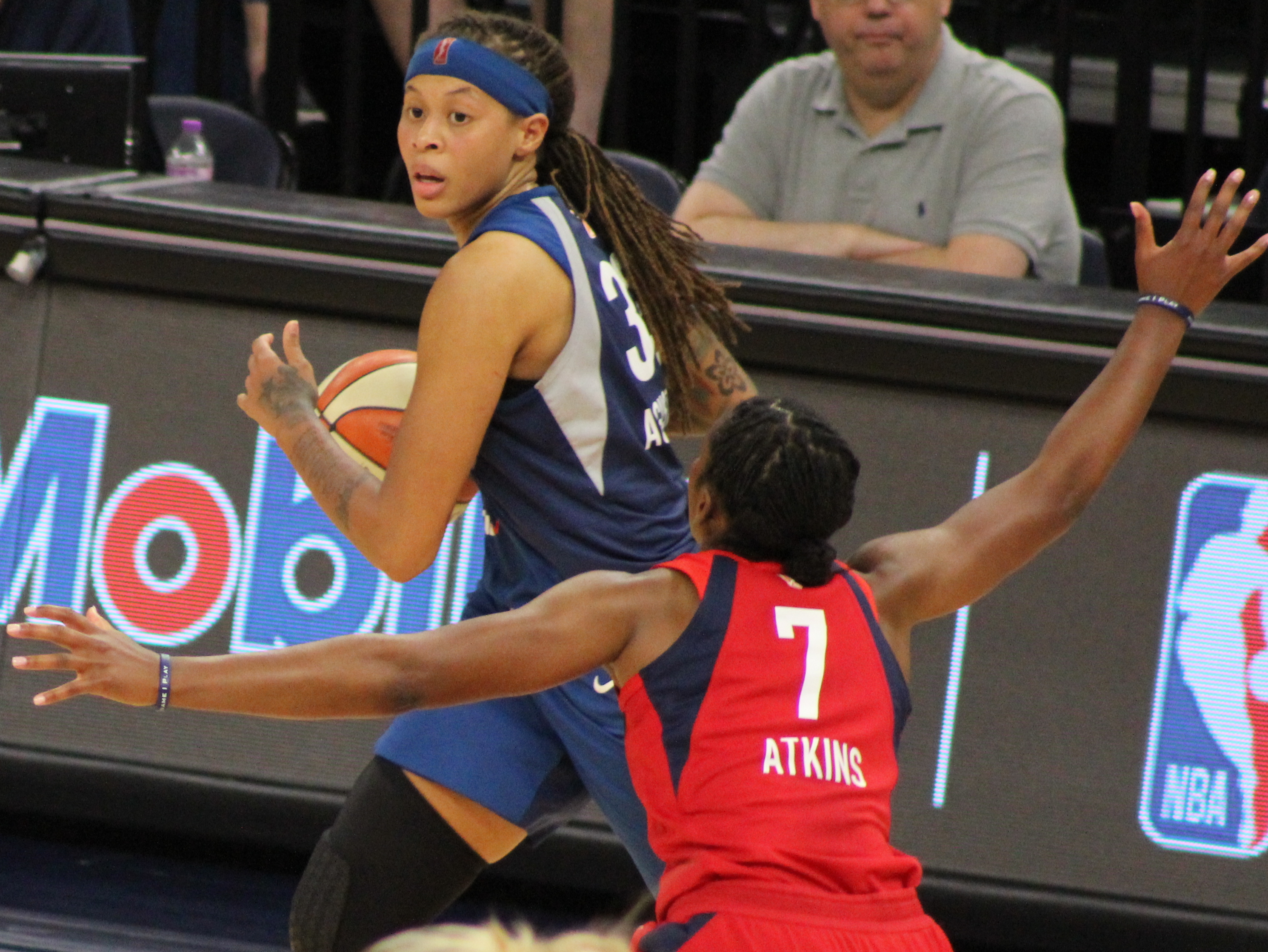
En défense sur Seimone Augustus.

Formée par les Longhorns du Texas, Ariel Atkins est le septième choix de la draft WNBA 2018. Si Mike Thibault pensait que sa première saison serait celle de l'apprentissage, elle s'impose rapidement comme une joueuse titulaire avec déjà 11,1 points, 2,2 -rebonds 1,5 interception dès la mi-juillet et devient également une clé de la défense des Mystics. Elle est élue dans le meilleur cinq défensif de la saison. En demi-finales WNBA, elle inscrit 17 points dans la troisième manche, mais les Mystics privés d'Elena Delle Donne doivent s'incliner.
Pour l'hiver 2019, elle signe avec le club australien de Perth Lynx.
Elle fait partie des douze sélectionnées pour le tournoi olympique de 2020, disputé en 2021 en raison de la pandémie de Covid-19, qui remporte la médaille d'or.

## Sélection nationale
- En 2017, elle joue avec l'équipe nationale U23
- En 2014, elle joue avec l'équipe nationale U18

## Palmarès
- Vainqueur du Championnat des Amériques des moins de 18 ans 2014
- Médaille d'or aux Jeux olympiques de 2020 à Tokyo[5]
- Médaille d’or de la Coupe du monde 2022

## Distinctions personnelles
- Second cinq défensif de la WNBA 2018[3]
- WNBA All-Rookie Team 2018[6]
- Meilleur cinq de la Big 12 (2017, 2018)[7]
- Second meilleur cinq de la Big 12 (2016)[7]
- Meilleur cinq défensif de la Big 12 (2017, 2018)[7]
- Meilleur cinq des rookies de la Big 12 (2015)[7]
- Meilleur cinq académique de la Big 12 (2015, 2016)[7]
- Second meilleur cinq académique de la Big 12 (2017, 2018)[7]
- Meilleure lycéenne de l'année Morgan Wootten (2014)[7]
- Meilleure lycéenne du Texas (2013)[7]